# Radila, Prahova
Radila este un sat în comuna Valea Călugărească din județul Prahova, Muntenia, România.